# Nítkovice
Nítkovice (deutsch Nitkowitz, früher auch Nietkowitz) ist eine Gemeinde in Tschechien. Sie liegt sechs Kilometer südwestlich von Morkovice-Slížany und gehört zum Okres Kroměříž.

## Geographie
Kunkovice erstreckt sich im Littentschitzer Bergland in der Quellmulde des Baches Nítkovický potok. Nordöstlich erheben sich die Krahula (450 m) und der Kleštěnec (498 m), im Südosten der Na Pasekách (380 m), südlich die Chroustová (345 m), im Südwesten der Lichov (381 m), westlich der Hradisko (518 m) und die Okrouhlice (416 m) sowie im Nordwesten die Lopata (429 m).
Nachbarorte sind Boří za Zdravou Vodou, Lhota, Pačlavice, Pornice und Švábsko im Norden, Morkovice und Skavsko im Nordosten, Prutník und Litenčice im Osten, Strabenice, Nový Dvůr Marie und Lísky im Südosten, Kunkovice im Süden, Nemochovice, Chvalkovice und Nové Hvězdlice im Südwesten, Staré Hvězdlice und Zdravá Voda im Westen sowie Kozojedsko, Orlovice und Moravské Málkovice im Nordwesten.

## Geschichte
Die erste schriftliche Erwähnung von Netkowicz erfolgte 1349 als Sitz der Vladiken von Netkowicz. 1365 verkaufte Anna, die Witwe des Budislav von Netkowicz, zusammen mit ihren Söhnen Blasko und Zbynko sehs Huben des Dorfes an Martin von Budkowicz. Im Jahre 1375 wurde das Dorf als Nyethcowicz und 1381 als Nietkouicz bezeichnet. 1391 erwarb Martin von Budkowicz noch einen Hof in Nyetkowicz von den Brüdern Damian, Georg und Mikesch von Netkowicz hinzu. Wenig später veräußerte er den Besitz an Niklas Roman von Myslejovice, der ihn 1406 an Oneš von Zástřizl auf Kunkovice weiterveräußerte. Weitere Anteile hielten verschiedene Angehörige des Geschlechts von Netkowicz sowie Markgraf Jobst von Mähren, welcher seinen Teil 1387 dem Kapitel in Kroměříž bestätigte. Oneš von Zástřizl hielt seinen Anteil zusammen mit Kunkovice und Chvalnov bis 1437. Dieser Teil wurde später an das Gut Litenčice angeschlossen. Seit 1446 wurde das Dorf Nitkowicz genannt. 1536 wurde auf dem Hradisko eine Feste erwähnt. Im Jahre 1790 bestand Nitkowicz aus 48 Häusern und hatte 291 Einwohner. Bis zur Mitte des 19. Jahrhunderts gehörte Nitkowicz hälftig zum Gut Litenčice und zur Herrschaft Kroměříž.
Das Dorf Cosogied wurde 1360 erstmals erwähnt und 1376 Kozoged genannt. Im Jahre 1537 wurde Kozogedsko als wüst bezeichnet. Später wurden auf den Fluren des erloschenen Dorfes ein Jägerhaus und eine herrschaftliche Schäferei angelegt.
In den Wäldern nördlich von Nítkovice am Švábský potok befand sich im Mittelalter das Dorf Opatovice. Nach seinem Erlöschen wurde es nicht wieder besiedelt. Auf seinen Fluren befinden sich heute zwei Teiche und das Moor Valachy.
Nach der Aufhebung der Patrimonialherrschaften bildete Nitkovice / Nitkowitz ab 1850 eine Gemeinde in der Bezirkshauptmannschaft Kroměříž. Im Jahre 1869 hatte das Dorf 458 Einwohner, und 1880 waren es 517. Die Bewohner lebten von der Landwirtschaft. Seit 1872 findet der heutige Ortsname Nítkovice Verwendung. 1930 lebten in Nítkovice 556 Personen, im Jahre 1950 waren es nur noch 407. Der drastische Einwohnerrückgang durch Abwanderung setzte sich in der zweiten Hälfte des 20. Jahrhunderts fort. Mit Beginn des Jahres 1986 wurde Nítkovice nach Litenčice eingemeindet. Seit dem 1. Juli 1990 bildet Nítkovice wieder eine eigene Gemeinde. 1991 hatte die Gemeinde 283 Einwohner, zehn Jahre später waren genauso viele. Ein Großteil der Häuser des Dorfes wird heute aus Ferienhäuser genützt.

## Gemeindegliederung
Für die Gemeinde Nítkovice sind keine Ortsteile ausgewiesen. Zu Nítkovice gehört die Ansiedlung Kozojedsko (Kozogedsko).

## Sehenswürdigkeiten
- Kapelle
- Berg Hradisko mit Kapelle
- Wald-Niedermoor Valachy mit zwei Teichen am Oberlauf des Švábský potok, nördlich des Dorfes. Eine Ausweisung als Naturschutzgebiet ist vorgesehen.